# Astrorhizida
Astrorhizida es un orden de foraminíferos bentónicos (clase Foraminiferea, o Foraminifera), cuyos taxones han sido tradicionalmente incluidos en el suborden Textulariina o en el orden Textulariida. Su rango cronoestratigráfico abarca desde el Cámbrico hasta la Actualidad.

## Discusión
Algunas clasificaciones han incluido los géneros y familias de la clase Xenophyophorea en Astrorhizida, al rebajar a los xenofióforos a la categoría de superfamilia (superfamilia Xenophyophoroidea) y relacionarlos con este grupo de foraminíferos. Estas mismas clasificaciones han incluido también a los géneros y familias de los komokoideos (superfamilia Komokioidea) en Astrorhizida. No obstante, la posición taxonómica de estos grupos y sus relaciones filogenéticas son inciertas, y algunos estudios de filogenia molecular han puesto en duda incluso su pertenencia al grupo de los foraminíferos.

## Clasificación
Las clasificaciones trradicionales, incluían en Astrorhizida las siguientes superfamilias:
- Superfamilia Astrorhizoidea
- Superfamilia Komokioidea
- Superfamilia Hippocrepinoidea

Clasificaciones más recientes subdividen Astrorhizida en los siguientes subórdenes:
- Suborden Astrorhizina
  - Superfamilia Astrorhizoidea
- Suborden Saccamminina
  - Superfamilia Psammosphaeroidea
  - Superfamilia Saccamminoidea
- Suborden Hippocrepinina
  - Superfamilia Hippocrepinoidea
- Suborden Ammodiscina
  - Superfamilia Ammodiscoidea

Otras superfamilias asignadas a Astrorhizida y clasificadas generalmente en otros órdenes o clases son:
- Superfamilia Komokioidea, ahora en el orden Komokiida
- Superfamilia Xenophyophoroidea, tradicionalmente elevada a la categoría de clase (clase Xenophyophorea)

De Folin (1881) estableció varios géneros, actualmente considerados nomen nudum e invalidados, que, aunque de estatus incierto, podrían pertenecer en su mayor parte a Astrorhizida. Los dividió en 4 grandes grupos: Vateux, Pateux, Spiculacés y Arénacés, dentro de los cuales consideró los siguientes géneros:
- Vateux: Pelosina, Ptyka, Limocaecum, Ilyopegma, Ilyoperidia, Ilyozotica, Malopella, Stephanopela, Rhizopela, Dendropela
- Pateux: Titanopsis, Psammozotica, Askopsis, Bathysiphon, Toxinopsis
- Spiculacés: Rhabdaminella, Hyperamminella, Ophidionella, Dyoxeia, Trioxeia, Ropalozotika, Technitella
- Arénacés: Astrorhiza, Eilemammina, Cheirammina, Kikrammina, Clavula, Marsipella, Jaculella, Rhabdamina, Sagenella, Hyperammina, Psammoperidia, Psammosphaera, Saccamina, Diplomasta, Lekithiammina, Psammolychna, Premnammina, Reophax, Hormosina, Trochammina, y Cyclammina